# Sedmihradští Sasové

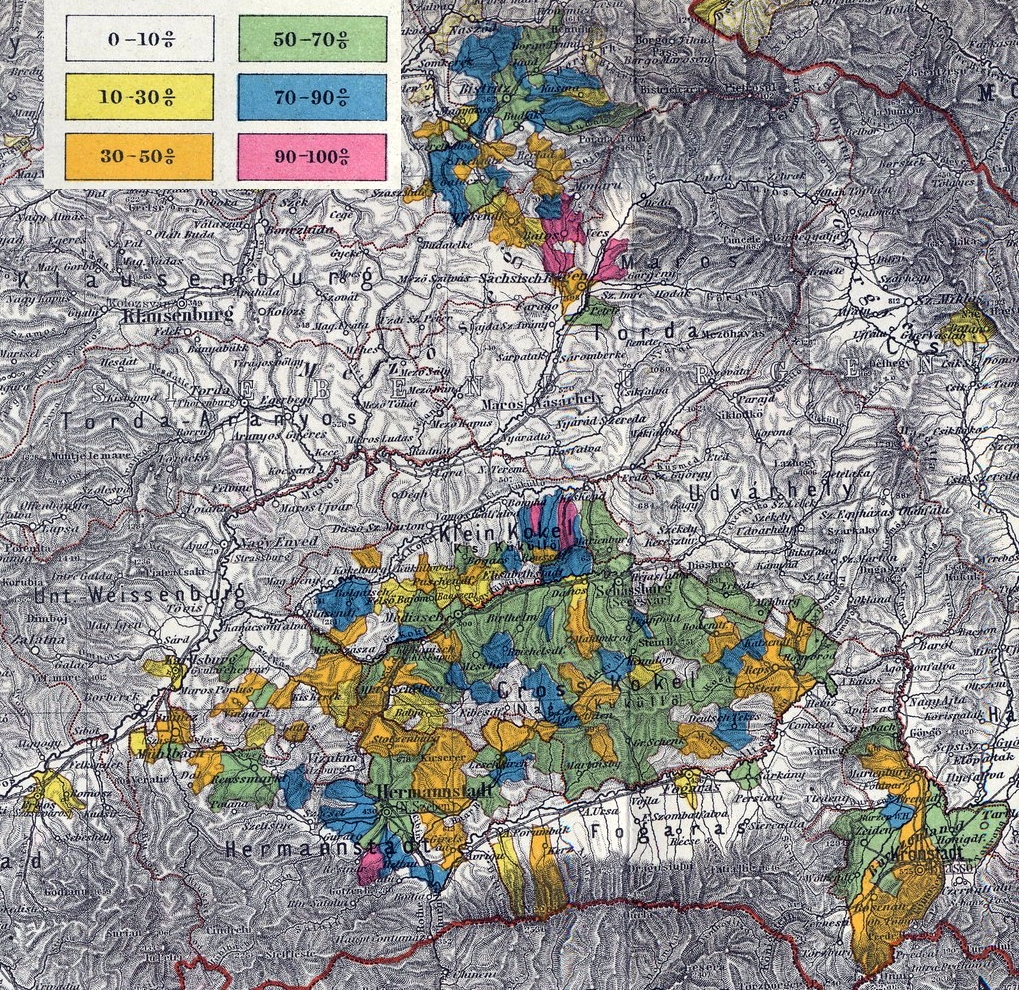
Osídlení Sedmihradských Sasů v roce 1890

Sedmihradští Sasové (německy Siebenbürger Sachsen; rumunsky Sași transilvani; maďarsky Erdélyi szászok) je německé etnikum žijící od 12. století v oblasti Sedmihradska (německy Siebenbürgen).

## Historie
Německá kolonizace Sedmihradska začala za vlády uherského krále Gejzy II. (1141–1162). Po desetiletí bylo hlavním úkolem německých osadníků bránit uherskou jihovýchodní hranici. Kolonizace pokračovala až do konce 13. století. Ačkoli kolonisté pocházeli převážně ze západu Svaté říše římské a obecně mluvili franckými dialekty, byli kolektivně známí jako Sasové.
Po roce 1918 bylo Trianonskou smlouvou Sedmihradsko od Maďarska odděleno, stalo se částí Rumunska a Sedmihradští Sasové se společně s dalšími německy mluvícími skupinami ve větším poválečném Rumunsku (banátští Švábové, Švábové ze Satu Mare, besarábští a bukovinští Němci) stali součástí německé menšiny v této zemi.
Od druhé světové války populace Sedmihradských Sasů klesá. Sedmihradští Sasové začali zemi opouštět během války a po ní, odcházeli nejprve do Rakouska, pak hlavně do Německa. Proces emigrace pokračoval za komunistické vlády v Rumunsku až do kolapsu Ceaușescova režimu v roce 1989, kdy jich přibližně půl milionu uprchlo do Německa.
Převážná většina Sedmihradských Sasů dnes žije v Německu nebo Rakousku. Značná část také žije v severní Americe, zejména ve Spojených státech (Idaho, Ohio a Colorado) a v Kanadě (jižní Ontario). V Rumunsku jich žije už poměrně málo – při posledním oficiálním sčítání bylo evidováno přibližně 36 000 Němců, (z toho jen 13 000 bylo Sedmihradských Sasů).